# Mangalawad, Haliyal
Mangalawad là một làng thuộc tehsil Haliyal, huyện Uttar Kannad, bang Karnataka, Ấn Độ.